# Lirimiris lignitecta
Lirimiris lignitecta är en fjärilsart som beskrevs av Walker 1865. Lirimiris lignitecta ingår i släktet Lirimiris och familjen tandspinnare. Inga underarter finns listade i Catalogue of Life.